# Fuentemolinos (kommunhuvudort)
Fuentemolinos är en kommunhuvudort i Spanien.   Den ligger i provinsen Provincia de Burgos och regionen Kastilien och Leon, i den centrala delen av landet, 130 km norr om huvudstaden Madrid. Fuentemolinos ligger 884 meter över havet och antalet invånare är 113.
Terrängen runt Fuentemolinos är platt österut, men västerut är den kuperad. Terrängen runt Fuentemolinos sluttar norrut.  Trakten runt Fuentemolinos är nära nog obefolkad, med mindre än två invånare per kvadratkilometer. Närmaste större samhälle är Aranda de Duero, 15,2 km nordost om Fuentemolinos. Trakten runt Fuentemolinos består till största delen av jordbruksmark.